# خريطة مستقبل (تخطيط تنظيمي)
خريطة المستقبل (بالإنجليزية: Future map)‏ هي طريقة لبناء سيناريوهات استنادًا إلى جمع الأحداث المتوقعة.
يستند هذا المفهوم على فكرة أن مجموعة من الأشخاص الذين يدمجون الرؤى الجزئية لأعضائها في مجموعة مشتركة ومتبادلة ومناقشة وكافية من الأحداث المتوقعة، يمكنها في نهاية المطاف كشف "المستقبل المشترك" الخاص بها.
نظرًا لأن منهج خريطة المستقبل هو ديناميكي وينفيذ على منصة ويكي، فإن المستقبل الذي يتوقع من قبل المجموعة يخضع باستمرار للمراجعة. ومن خلال العملية، تتعلم المجتمع كيفية التكيف مع التغيرات المستقبلية وتزيد قدرته على مواجهة "الأحداث غير المتوقعة"، ويتحسن ما يسمى بـ"استعداده المستقبلي".